# 天主教呵叻教區
天主教呵叻教區（拉丁語：Dioecesis Nakhonratchasimaensis）是泰國一個羅馬天主教教區，屬他雷暨農勝總教區。範圍包括伊善地區的三個府：呵叻府、武里南府和猜也蓬府。2001年有教友5,204人、28個堂區、27名司鐸。主教為初薩·西里素。
1965年3月22日設監牧區，同年12月18日升為教區。